# Immanencja
Immanencja (z łac. immanens – pozostający w czymś, od immanere – pozostawać wewnątrz) – przeciwieństwo transcendencji, (nieodłączne) zawieranie się czegoś w czymś. W szczególności immanentne są treści życia wewnętrznego poznającego podmiotu wobec niego samego.
Zarazem immanentne i transcendentne wobec rzeczywistości są idee platońskie. Na ich podobieństwo w filozofii chrześcijańskiej mówi się o immanencji i transcendencji Boga.